# Wildwood, Missouri
Wildwood là một thành phố thuộc quận trong tiểu bang Missouri, Hoa Kỳ. Đây là ngoại ô vành đai thứ ba của St. Louis, nằm ở viễn tây của quận St. Louis. Thành phố có diện tích 171 km2, dân số theo điều tra năm 2000 của Cục điều tra dân số Hoa Kỳ là người, dân số năm 2005 là 34.831 người.
Wildwood có Al Foster Trail, và một số đường mòn, công viên, khu bảo tồn khác.